# Сновск (древнерусский город)
Сновск (др.-рус. Сновескъ) — древнерусский город в Черниговском княжестве, находившийся на реке Сновь, правом притоке Десны. Впервые упоминается в летописных источниках в 1068 году. Являлся центром Сновской тысячи — одной из волостей Черниговской земли. В настоящее время — городище на территории посёлка городского типа Седнев Черниговского района Черниговской области.

## История

### Появление
Археологические данные свидетельствуют, что городу Сновску предшествовал комплекс памятников роменской культуры, представленный городищем площадью около 0,4 гектара в районе урочища Орешня в южной части современного Седнева, а также двух поселений-спутников этого городища. Вероятно, это поселение являлось одним из племенных центров северян и прекратило своё существование в X веке.

### В Древнерусском государстве
В Киевской Руси Седнев на реке Сновь выступал пограничным пунктом, за которым на востоке начинались земли северян. Курганный могильник, насчитывавший 315 насыпей, существовал в Седневе с X века. Д. Я. Самоквасовым здесь раскопано шесть дружинных захоронений, содержавших в погребальном инвентаре оружие (копья, топоры, стрелы). Второй половиной X века датируется раскопанное С. С. Ширинским в Седневе погребение со стеклянными шашками. В основании могильной насыпи в Седневе прослежено размещение погребального костра на выложенной из глины площадке.
По предположению Н. Ф. Котляра, к началу XI века Сновск, наряду с Черниговом и Любечем из протогорода превратился в ранний город с детинцем и окольным градом. А. Н. Насонов выделял Сновск наряду со Стародубом и Новгород-Северским в числе трёх городов, составлявших основу черниговской волости в древнейшей, изначальной её части.
Впервые в письменных источниках Сновск упоминается под 1068 годом, когда в «Повести временных лет» описывается сражение князя Святослава Ярославича с половцами в его окрестностях. Под 1149 годом в Киевской летописи упоминается Сновская тысяча, как территория в составе Черниговского княжества. Единственный известный сновский князь — Ростислав Ярославич. Также Сновск упоминается в Галицкой летописи под 1234 годом, где указывается в числе городов Черниговского княжества, который захватили войска Даниила Галицкого и Владимира Рюриковича.
Летописный Сновск отождествляется с городищем в урочище Коронный замок в центре Седнева. Городище состоит из двух площадок, занимающих в целом 4,3 гектара. Укрепления обеих частей датируются X веком. В окрестностях городища обнаружены остатки посадов. Также вблизи Седнева обнаружен некрополь IX—XI веков, насчитывающий более 300 курганов. Курганы изучались Д. Я. Самоквасовым и Н. Е. Бранденбургом. Сновск изучался Д. Я. Самоквасовым, Р. В. Терпиловским и другими исследователями.

### Разрушение монголо-татарами
Монголо-татарское нашествие 1238—1240 годов разорило черниговский регион, включая города Сновск, Хоробор и Оргощ. Однако, судя по находкам археологов, Сновск продолжил существовать и после нашествия.

### Село Сновск и создание слободы Седнев
На рубеже XV—XVI веков Сновск представлял собой поселение с 50 дымами. По итогу Благовещенского перемирия 1503 года он перешёл из Великого княжества Литовского в состав Русского государства. В начале XVII века село Сновск, известное в это время также как Княгинино, прекратило существование в связи с разорением Северщины поляками.
После вхождения Черниговской земли в состав Речи Посполитой в 1618—1620 годах на территориях бывшего Сновска была основана слобода Седнев, которая с 1626 года стала центром Седневской волости, принадлежавшей магнатам Пацам. В 1638 году Седнев упоминается как местечко с 80 дымами, на территории которого сооружен шляхетский замок.